# Hidrovia do Solimões-Amazonas

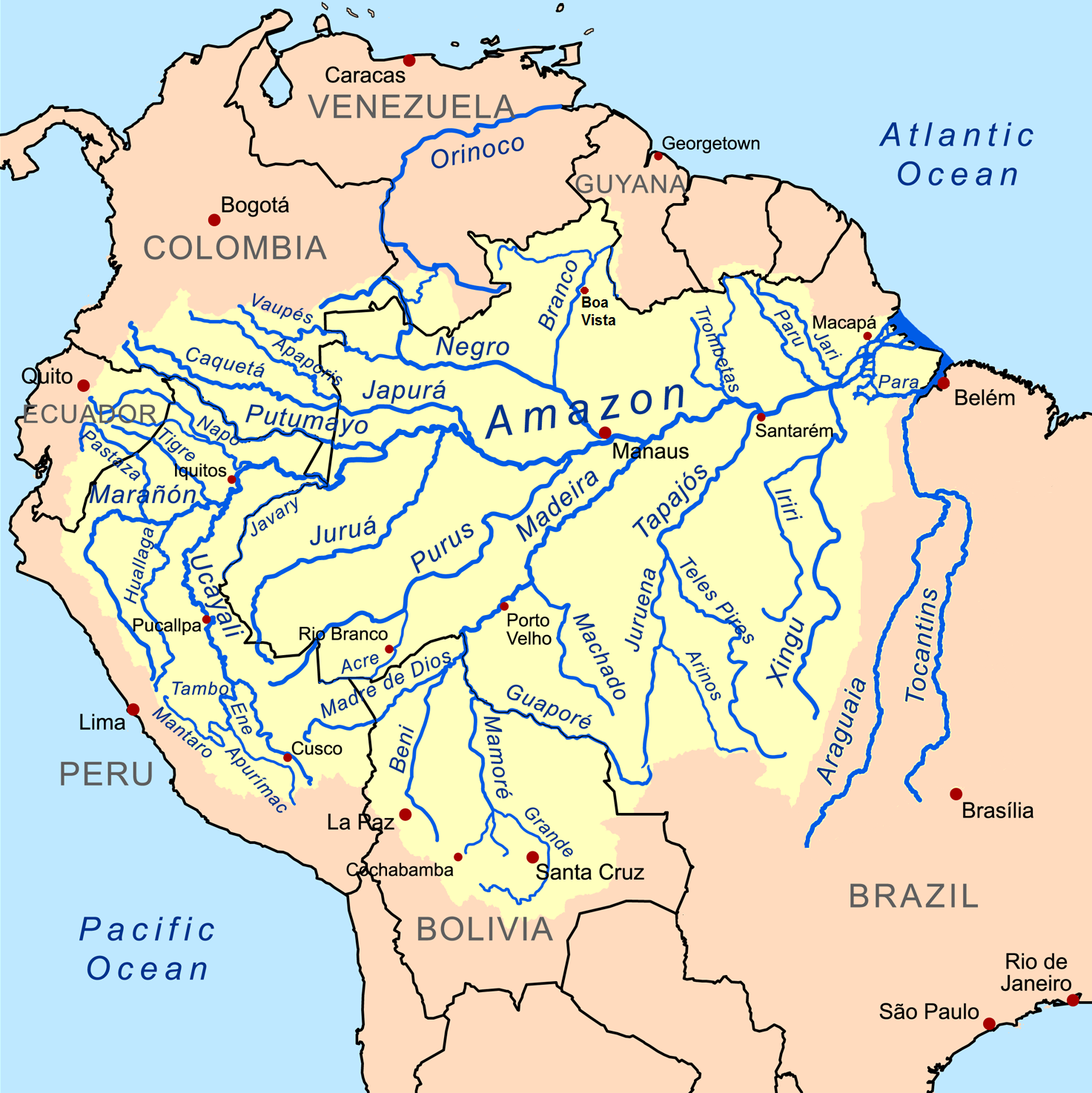
Bacia do rio Amazonas

A Hidrovia do Solimões-Amazonas é uma hidrovia supranacional que tem como principal tronco o rio Amazonas. Atende o Brasil, a Colômbia, o Peru, o Equador e a Bolívia.
Por definição a hidrovia se restringe ao Brasil, visto que a Agência Nacional de Transportes Aquaviários (ANTAQ) e o Departamento Nacional de Infraestrutura de Transportes (DNIT) — órgãos brasileiros, que normatizaram a hidrovia para fins estatísticos e de planejamento —, consideram-na como de Tabatinga a Belém, cidades brasileiras, mesmo que todos os demais países anteriormente citados tenham trechos navegáveis numa virtual hidrovia supranacional, que de fato existe.
É a mais importante hidrovia do modal hidroviário do "Arco Norte".

## Características
É principal hidrovia e de fato a principal via de transportes da região norte-brasileira. Ela se sustenta principalmente pela navegação no rio Amazonas, mas é navegável em praticamente todos os seus afluentes devido a boa profundidade da calha dos rios e a inexistência de corredeiras na planície amazônica.
Nesta hidrovia é transportado além de passageiros, praticamente todo o transporte cargas que são direcionados aos grandes centros regionais — Belém e Manaus. Em quase sua totalidade o transporte de passageiros da planície amazônica é feito por essa hidrovia.
Esta hidrovia é dividida em dois tramos. O Solimões, que se estende de Tabatinga a Manaus, tendo aproximadamente 1600 km e o Amazonas, que vai de Manaus a Belém, com 1650 km. O primeiro tramo possui calado mínimo de 6 metros, com alguns pontos críticos na secas, e o segundo com calados de 10 metros, o que permite acesso de navios marítimos de até 60 000 toneladas de porte bruto (TPB).
Esta via é de extrema importância, pois além das grandes cidades existentes às suas margens, ainda é interligada a outros cursos de água navegáveis, tais como o Tocantins.

### Hidrovia do Madeira
O tronco do rio Madeira considerado como "Hidrovia do Madeira" é parte da Hidrovia do Solimões-Amazonas, pois o Madeira é um rio integrante da bacia do rio Amazonas. No entanto, para fins estatísticos e de planejamento, a Antaq e o DNIT consideraram o Madeira e seus afluentes uma hidrovia, quanto da normatização da mesma.

## Portos
Os portos mais importantes da hidrovia ficam nas cidades de Iquitos, no Peru, Letícia, na Colômbia, e em Manaus, Santarém e Macapá, no Brasil.
A hidrovia corta a Amazônia brasileira no sentido Oeste-leste, possuindo em sua foz a maior ilha fluviomarítima do mundo, a ilha de Marajó. As águas da hidrovia são em geral barrentas e frias, alcançando a profundidade de 100 metros em determinados trechos. Sendo a maioria dos rios de planície, é navegável em toda sua extensão.